# Krzysztof Chlebowski
Krzysztof Wilhelm Chlebowski herbu Poraj (ur. w 1755 w Prusach Wschodnich, zm. w 1808) – generał-major wojsk pruskich. Założyciel szkoły "regimentowej" i biblioteki dla garnizonu w Warszawie. Mistrz pruskiej loży masońskiej "Zum goldenen Leuchter" w Warszawie, członek Towarzystwa Warszawskiego Przyjaciół Nauk. W czasie wojny z Napoleonem był pruskim delegatem do głównej kwatery rosyjskiej.